# اورماس کلاس
اورماس کلاس (استونیایی: Põlva maavanem؛ زادهٔ ۱۷ مارس ۱۹۷۱) سیاستمدار و نماینده مجلس اهل استونی است.